# Edward Szymoszek

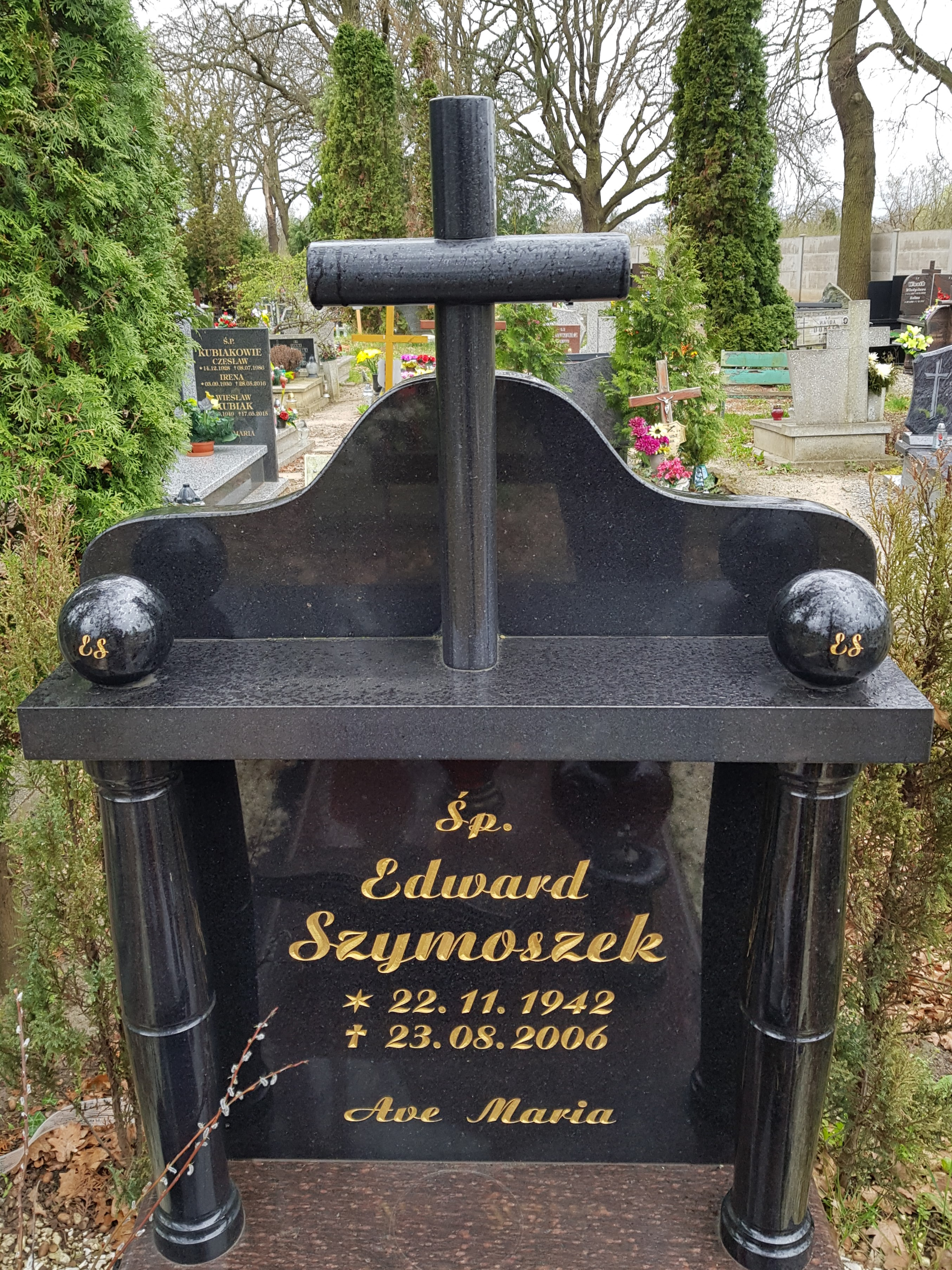
Grób prof. Edwarda Szymoszka na Cmentarzu Osobowickim we Wrocławiu

Edward Szymoszek (ur. 22 listopada 1942 w Szopienicach, zm. 23 sierpnia 2006 we Wrocławiu) – polski prawnik i historyk prawa, specjalizujący się w tematyce dziejów prawa rzymskiego w średniowieczu i w czasach nowożytnych. Profesor Uniwersytetu Wrocławskiego i Uniwersytetu Śląskiego. 
W 1960 ukończył z wyróżnieniem VI Liceum Ogólnokształcące im. Jana Długosza w Katowicach i został przyjęty na Wydział Prawa Uniwersytetu Wrocławskiego. Uzyskał stopień magistra prawa w 1965 r. na podstawie pracy pod tytułem Nadzwyczajne złagodzenie kary, którą napisał pod kierunkiem prof. Witolda Świdy. 1 października 1965 r. został powołany na stanowisko asystenta w Katedrze Prawa Rzymskiego. Rozprawę doktorską obronił w 1973. Długoletni kierownik Katedry Prawa Rzymskiego w Katowicach i Zakładu Prawa Rzymskiego we Wrocławiu. Członek Sekcji Praw Antycznych przy Komitecie Nauk o Kulturze Antycznej PAN. Za swoją działalność uniwersytecką został odznaczony Krzyżem Kawalerskim Orderu Odrodzenia Polski i Złotym Krzyżem Zasługi.    

## Wybrane publikacje
- Iurisdictio w poglądach glosatorów. Wrocław : Wydawnictwo Uniwersytetu Wrocławskiego, 1976.
- Rzymskie prawo prywatne. Cz. 1 i 2, Edward Szymoszek, Ireneusz Żeber, Wrocław : Wydawnictwo Uniwersytetu Wrocławskiego, 1991.
- Iudex w literaturze procesowej XII-XIII wieku, Wrocław : Wydaw. Uniw. Wrocławskiego, 1992.
- Prawo rzymskie, Edward Szymoszek, Ireneusz Żeber, Wrocław : Wydawnictwo Uniwersytetu Wrocławskiego, 2005.